# FM Gru S.r.l.
FM Gru S.r.l. (итал. Fuochi e Milanesi Gru S.r.l. — ООО «Фуочи и Миланези кран») — итальянская машиностроительная компания по выпуску грузоподъёмной техники. Расположена в г. Понтенуре, провинция Пьяченца.

## Деятельность
Основной завод FM Gru S.r.l. расположен в Понтенуре, Италия. Общая площадь мощностей компании составляет более 100000 м². Компания распространяет свою продукцию через налаженную сеть из порядка 90 официальных дилеров, расположенных в разных регионах мира.

### Направления деятельности
Специализируется на выпуске башенных кранов:
- Анкерных быстромонтируемых кранов серии CTY (City), предназначенных для гражданского строительства. Относятся к классу городских кранов модульного типа с вылетом стрелы от 35 м до 52 м. Монтируются с помощью автокрана. Краны данного серии в настоящее время сняты с производства и заменены на серию TLX.
- Безоголовочных кранов серии TLX, предназначенных для точечной застройки. Конструкция не предусматривает опорных растяжек стрелы и оголовка. Класс по безопасности — А4[2].
- Верхнеповоротных анкерных кранов серии TCK, предназначенных для возведения зданий и сооружений высотой до 200 м. Конструктивно имеют традиционный оголовок и растяжки для стрелы и оголовка. Класс по безопасности — A4 согласно нормативу FEM 1.001[2].
- Лёгких гидравлических быстромонтируемых кранов серии RBI, предназначенных для возведения зданий высотой до 6 этажей. Класс по безопасности — А4[2].
- Кранов серии S, предназначенных для крупных инфраструктурных проектов или заводов.
- Кранов с подъёмной стрелой серии LK, предназначенных для стеснённых условий и возведения высоких зданий и сооружений.

### Показатели деятельности
Уставной капитал компании составляет 600 тыс. евро. За свою историю компания поставила более чем 21 тысячу кранов в разные страны мира.

### Продукция
Башенные краны следующих серий:
- серия TLX: 850, 1035, 1040, 1340, 1345, 1350, 1355, 1360, 1365.
- серия TCK: 1358 P6, 1358 P10, 1360 P6, 1760 P6, 1760 P8, 2080 P12, 2560 P10, 2560 P12, 2570 P12, 3660 P16, 6070 P16, 7070 P20.
- серия RBI: 622, 724, 726, 828, 1035I, 1131, 1140.
- серия LK: 2550 P12, 2560 P12.

## История
Завод компании FM Gru S.r.l. основан в промышленной части северной Италии в 1920 году, в качестве семейной компании Фуочи и Миланези. С 1950-х годов компания занималась изготовлением металлических и сварных конструкций (мостов, прессов, заводской опалубки), а также вилочных погрузчиков. Начиная с 1963 года компания вкладывает все свои ресурсы в новое направление — грузоподъёмную технику. С тех пор производство грузоподъёмных кранов является основным видом её деятельности. За свою историю компания поставила более чем 21 тысячу кранов в разные страны мира.

### Компания сегодня
- В 2004 году на выставке Bauma 2004 в Германии, компанией был представлен гидравлический кран FM RB 10.30 I грузоподъёмностью 4 т. Модель имеет длину стрелы 30 м и максимальную высоту подъёма до 27 м[4][5][6].
- В том же 2004 году, на выставке SAIE, Болонья, помимо модели FM RB 10.30 I компания представила также и новую модель городского крана FM 13.40 TLX грузоподъёмностью до 4 т и высотой подъёма до 42 м. Из других моделей компания демонстрировала модель 25.60 TCK (класс по грузовому моменту: 150 тм) и 10.35 CTY (класс по грузовому моменту: 35 тм)[5].
- В 2006 году компания представила две новых модели гидравлических быстромонтируемых кранов: RBI 1131 и RBI 828. А также модель крана городского класса: быстромонтируемый кран 1040 TLX: кран способен поднять 1 т на высоту до 40 м или 2,4 т на высоту до 18,5 м[6].
- С 2007 года компания начала производство новой модели с 80-метровой стрелой[6]. В этом же году по соглашению с Группой Компаний «Юникран»[7] начала сборку модели RBI 1035 гидравлического башенного крана под индексом КБ-235 на заводе «Стройтехника», город Донской Тульской области. Кран КБ-235 грузоподъёмностью 4 т имеет длину стрелы до 35 м и предназначен для строительства загородных домов, торговых и развлекательных центров, складских комплексов и других сооружений высотой до 30,5 м[8][9]. Время монтажа составляет около часа[10][11]. Все комплектующие для крана поставляются из Италии[2][11]. Металлоконструкции для крана изготавливаются на заводе «Стройтехника»[7][12].
- Башенные краны серий TLX и RBI (быстромонтируемые) активно использовались при строительстве спортивных и инфраструктурных объектов в рамках подготовки к олимпиаде в Сочи в 2014 году.

## Выставки
- Bauma, г. Мюнхен: 2004 год[4], 2007 год[13].
- SAIE, г. Болонья: 2004 год[5].
- «Строительная Техника и Технологии», г. Москва: Первый образец КБ-235 на выставке в 2007 году. Краны КБ-235 также демонстрировались на следующей выставке в 2008 году[11]. Компания участвовала в выставке в 2010 году[14], в 2011 году, а также в выставке 2012 года.